# Paola Espinosa
Paola Milagros Espinosa Sánchez (* 31. Juli 1986 in La Paz, Mexiko) ist eine mexikanische Wasserspringerin. Sie startet sowohl im Kunst- als auch im Turmspringen sowie im 3-m- und 10-m-Synchronspringen. Sie gewann Medaillen bei Weltmeisterschaften, Olympischen Spielen und Panamerikanischen Spielen.
Ihren ersten großen Erfolg erreichte Paola Espinosa bei den Schwimmweltmeisterschaften 2003 in Barcelona. Zusammen mit Laura Sánchez gewann sie Bronze im Synchronspringen vom 3-m-Brett. Bei den Olympischen Spielen 2004 in Athen wurde sie in beiden Synchronwettbewerben Fünfte; vom 3-m-Brett an der Seite von Laura Sánchez, vom 10-m-Turm zusammen mit Jashia Luna. Sie startete auch in beiden Einzelwettbewerben und belegte jeweils den zwölften Platz. Bei den Schwimmweltmeisterschaften 2005 in Montreal erreichte sie erneut in beiden Synchronwettbewerben das Finale, sie wurde Vierte vom 3-m-Brett und Sechste vom 10-m-Turm. 2007 gewann sie bei den Panamerikanischen Spielen in Rio de Janeiro drei Goldmedaillen und eine Silbermedaille, darunter Gold in den Einzelwettbewerben vom Brett und vom Turm. Bei den Schwimmweltmeisterschaften 2007 in Melbourne belegte sie dreimal den siebten Platz: in beiden Synchronwettbewerben und vom Turm.
Eine besondere Ehre wurde ihr 2008 angetragen; bei der Eröffnungsfeier der Olympischen Spiele durfte sie die Flagge Mexikos in das Olympiastadion von Peking tragen. Einige Tage später gewann sie auch die erste Medaille für Mexiko, im Synchronspringen vom Turm gewann sie zusammen mit Tatiana Ortiz die Bronzemedaille.
Bei den Weltmeisterschaften in Rom gewann sie die Goldmedaille vom 10-m-Turm und wurde somit erstmals Weltmeisterin vor den favorisierten Chinesinnen Chen Ruolin und Li Kang. Auch bei den Weltmeisterschaften 2011 in Shanghai konnte sie eine Medaille erringen, diesmal Bronze vom Turm hinter den Chinesinnen Chen Ruolin und Hu Yadan. Sehr erfolgreich war sie auch bei den Panamerikanischen Spielen 2011 in Guadalajara. In ihrem Heimatland gewann sie insgesamt drei Goldmedaillen, im Einzel vom Turm, mit Laura Sánchez im 3-m-Synchronspringen und mit Tatiana Ortiz im 10-m-Synchronspringen sowie Bronze vom 3-m-Brett.